# Atypus pedicellatus
Atypus pedicellatus är en spindelart som beskrevs av Zhu et al. 2006. Atypus pedicellatus ingår i släktet Atypus och familjen pungnätsspindlar. Inga underarter finns listade.